# Lista de canções gravadas por Claudia Leitte
Lista em ordem alfabética de canções gravadas pela cantora brasileira de Claudia Leitte entre os anos de 2001 e 2015. Foram incluídas canções gravadas por Leitte em toda a sua discografia, contando álbuns em estúdio, ao vivo, álbuns de vídeo, coletâneas, extended plays e promocionais.

## Canções
|   | Indica covers da banda Babado Novo feitas por Claudia Leitte |
| • | Indica versões de músicas para a outro idioma                |

### Como artista principal

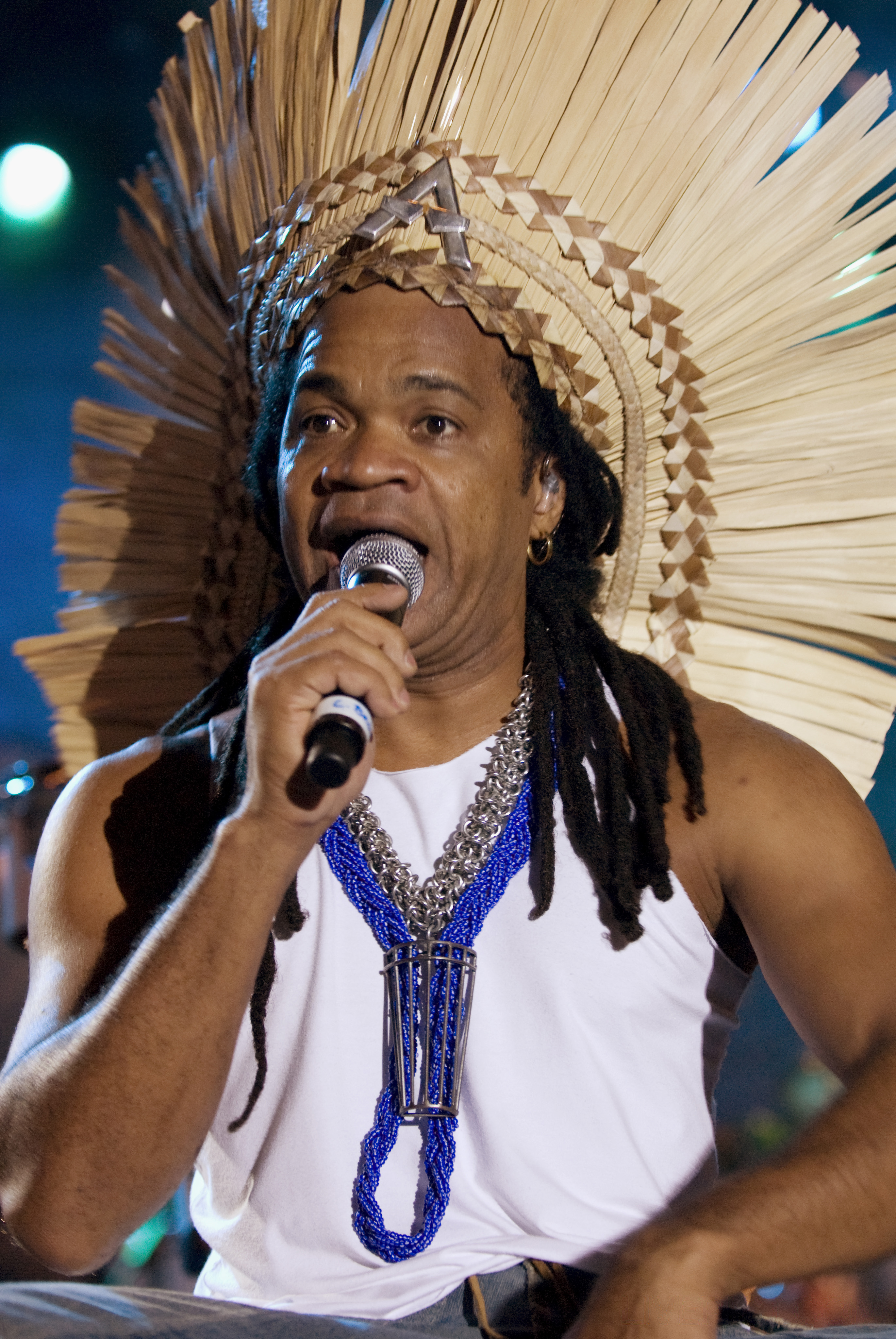
Carlinhos Brown contribuiu com canções em grande parte dos álbuns de Leitte.

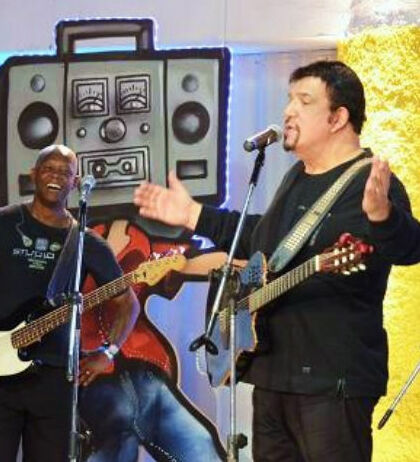
Michael Sullivan contribuiu com canções nos álbuns Ao Vivo em Copacabana e Axemusic - Ao Vivo.

| Canção | Compositor(es)                                                                                         | Álbum                                           | Duração | Ano  | Ref.   |
| --- | --- | ----------------------------------------------- | ------- | ---- | ------ |
| "A Noite dos Jangadeiros (Clareou)"                                                                           | Jorge Vercillo Jota Veloso                                                                             | Negalora: Íntimo                                | 3:11    | 2012 | [ 1 ]  |
| "Abraço Coletivo"                                                                                             | Tierry Coringa Samir                                                                                   | Sette                                           | 3:27    | 2014 | [ 2 ]  |
| "Afaste-se de Mim (Alejate de Mi)" •                                                                          | Mario Alberto Dominguez Zanzar Claudia Leitte                                                          | Negalora: Íntimo                                | 4:21    | 2012 | [ 1 ]  |
| "Amor Super-herói"                                                                                            | Marcony Scaramussa                                                                                     | Negalora: Íntimo                                | 4:06    | 2012 | [ 1 ]  |
| "Água" | Sérgio Rocha Zeca Brasileiro Adson Tapajós                                                             | As Máscaras                                     | 3:35    | 2010 | [ 3 ]  |
| "Amor Perfeito"                                                                                               | Michael Sullivan Paulo Massadas Lincoln Olivetti Robson Jorge                                          | Axemusic - Ao Vivo                              | 3:46    | 2014 | [ 4 ]  |
| "Amor Toda Hora"                                                                                              | Fabinho O'brian Magno Sant'Anna Sinho Maia Ivan Brasil                                                 | Axemusic - Ao Vivo                              | 3:26    | 2012 | [ 4 ]  |
| "Arriba (Xenhenhém)"                                                                                          | Luciano Pinto Alan Moraes Durval Luz Nino Balla Claudia Leitte                                         | Ao Vivo em Copacabana                           | 3:14    | 2008 | [ 5 ]  |
| "Artemanha"                                                                                                   | Tatau Neto Lins Xixinho                                                                                | Axemusic - Ao Vivo                              | 3:48    | 2014 | [ 4 ]  |
| "As Máscaras (Se Deixa Levar)"                                                                                | Claudia Leitte Robson Nonato Tenison Del Rey Gerson Guimarães Paulo Vascon                             | As Máscaras                                     | 3:22    | 2009 | [ 3 ]  |
| "Beijar na Boca"                                                                                              | Blanch Roger Tom                                                                                       | Ao Vivo em Copacabana                           | 3:06    | 2008 | [ 5 ]  |
| "Bem-vindo Amor"                                                                                              | Claudia Leitte Sérgio Rocha                                                                            | Negalora: Íntimo                                | 4:12    | 2012 | [ 1 ]  |
| "Bizarre Love Triangle" / "A Camisa e o Botão"                                                                | Tenison Del Rey Jauperi Gillian Gilbert Peter Hook Stephen Morris Bernard Sumner                       | Axemusic - Ao Vivo                              | 4:16    | 2014 | [ 4 ]  |
| "Black Man"                                                                                                   | Carlinhos Conceição Rubinho Silvio Mury                                                                | Negalora: Íntimo                                | 4:35    | 2012 | [ 1 ]  |
| "Bola de Sabão" · part. Badauí                                                                                | Ramon Cruz                                                                                             | Ao Vivo em Copacabana                           | 4:21    | 2008 | [ 5 ]  |
| "Burro Apaixonado"                                                                                            | Luciano Pinto Dinho Nascimento                                                                         | Axemusic - Ao Vivo                              | 3:59    | 2012 | [ 4 ]  |
| "Busy Man (Sem Você)" · part. Carlinhos Brown                                                                 | Carlinhos Brown Arnaldo Antunes                                                                        | Ao Vivo em Copacabana                           | 2:58    | 2008 | [ 5 ]  |
| "Cai Fora" / "Foto na Estante" / "Banho de Chuva"                                                             | Sérgio Rocha Zeca Brasileiro Adson Tapajós                                                             | Ao Vivo em Copacabana                           | 4:31    | 2008 | [ 5 ]  |
| "Caranguejo (Cata Caranguejo)" / "Safado, Cachorro, Sem-vergonha"                                             | Luciano Pinto Durval Luz Nino Balla Alan Moraes Cristiane Teles Júnior Seixas Luizinho Alex Napolitano | Axemusic - Ao Vivo                              | 4:33    | 2014 | [ 4 ]  |
| "Carreira Solo"                                                                                               | Nilton Maya Marcelinho Black Bina Farofa Pinone Tavares                                                | Sette                                           | 3:23    | 2014 | [ 2 ]  |
| "Cartório" | Tierry Coringa Magno Sant'Anna                                                                         | Sette                                           | 2:47    | 2014 | [ 2 ]  |
| "Cartório" part. Luan Santana                                                                                 | Tierry Coringa Magno Sant'Anna Claudia Leitte                                                          | Sette                                           | 2:48    | 2015 | [ 2 ]  |
| "Chame Gente" / "Vassourinhas" · part. Armandinho e Luiz Caldas                                               | Moraes Moreira Armandinho Matias da Rocha Batista Ramos                                                | Axemusic - Ao Vivo                              | 5:00    | 2014 | [ 4 ]  |
| "Cidade Elétrica" part. Daniela Mercury                                                                       | Jorge Zarath Manno Góes                                                                                | Ao Vivo em Copacabana                           | 3:14    | 2008 | [ 5 ]  |
| "Claudinha Bagunceira"                                                                                        | Tatau Xixinho                                                                                          | Axemusic - Ao Vivo                              | 3:22    | 2013 | [ 4 ]  |
| "Corazón" part. Daddy Yankee                                                                                  | Antonio Rayo Gibo Beatriz Luengo Yotuel Romero Raymond Ayala Derrus Rachel                             | —                                               | 4:04    | 2015 | [ 4 ]  |
| "Crime" | Henrique Cerqueira                                                                                     | As Máscaras                                     | 3:37    | 2010 | [ 3 ]  |
| "Dekolê" • | Antenor Heve Jonathan Perry Jean Leonard Tout Puissant Claudia Leitte                                  | Axemusic - Ao Vivo                              | 3:31    | 2014 | [ 4 ]  |
| "Dia da Farra e do Beijo"                                                                                     | Marcos Paulo Rulian                                                                                    | Axemusic - Ao Vivo                              | 3:14    | 2011 | [ 4 ]  |
| "Doce Paixão"                                                                                                 | Ramon Cruz                                                                                             | Ao Vivo em Copacabana                           | 3:41    | 2008 | [ 5 ]  |
| "Dois Caminhos (Mestre e Aprendiz)"                                                                           | Claudia Leitte Sérgio Rocha                                                                            | Negalora: Íntimo                                | 3:40    | 2012 | [ 1 ]  |
| "Don Juan" · part. Belo                                                                                       | Henrique Cerqueira                                                                                     | As Máscaras                                     | 3:39    | 2010 | [ 3 ]  |
| "Dum Dum" | Adelmo Casé                                                                                            | As Máscaras                                     | 3:57    | 2010 | [ 3 ]  |
| "Dyer Maker" / "A Camisa e o Botão"                                                                           | John Bonham John Paul Jones Robert Plant Jimmy Page Jauperi Tenison Del Rey                            | Ao Vivo em Copacabana                           | 4:27    | 2008 | [ 5 ]  |
| "Eu Fico" / "Amor à Prova" / Janeiro a Janeiro"                                                               | Claudia Leitte Luciano Pinto Sérgio Rocha Zeca Brasileiro Adson Tapajós Zezito Doceiro                 | Ao Vivo Em Copacabana: Músicas Extraídas do DVD | 4:23    | 2008 | [ 6 ]  |
| "Eu Fico" / "Perdi a Minha Paz"                                                                               | Claudia Leitte Sérgio Rocha Luciano Pinto                                                              | Axemusic - Ao Vivo                              | 3:50    | 2014 | [ 4 ]  |
| "Eu Grito" | Luciano Pinto Alain Tavares Durval Luz Nino Balla Claudia Leitte                                       | Ao Vivo em Copacabana                           | 4:27    | 2008 | [ 5 ]  |
| "Elixir" | Claudia Leitte Luciano Pinto Alan Moraes Deeplick Yan Acioli                                           | Axemusic - Ao Vivo                              | 4:10    | 2011 | [ 4 ]  |
| "Exttravasa"                                                                                                  | Sérgio Rocha Zeca Brasileiro Adson Tapajós Jean Carvalho                                               | Exttravase!                                     | 4:01    | 2007 | [ 7 ]  |
| "Exttravasa" / "Rap Incidental" part. Gabriel o Pensador                                                      | Gabriel o Pensador Sérgio Rocha Zeca Brasileiro Adson Tapajós Jean Carvalho                            | Ao Vivo em Copacabana                           | 4:22    | 2008 | [ 5 ]  |
| "Falando Sério"                                                                                               | Maurício Duboc Carlos Colla                                                                            | Negalora: Íntimo                                | 3:41    | 2012 | [ 1 ]  |
| "Famo$a" part. Travie McCoy                                                                                   | Travis McCoy Philip Lawrence Ari Levine Bruno Mars Claudia Leitte                                      | As Máscaras                                     | 3:30    | 2010 | [ 3 ]  |
| "Faz Um" | Carlinhos Brown Alain Tavares                                                                          | As Máscaras                                     | 3:25    | 2010 | [ 3 ]  |
| "Flores da Favela"                                                                                            | Jauperi                                                                                                | As Máscaras                                     | 3:38    | 2010 | [ 3 ]  |
| "Fogo e Paixão" · part. Wando                                                                                 | Rose                                                                                                   | Ao Vivo em Copacabana                           | 3:15    | 2008 | [ 5 ]  |
| "Foragido" part. Edson Gomes                                                                                  | Tierry Coringa Magno Sant'Anna Claudia Leitte                                                          | Sette                                           | 3:24    | 2014 | [ 2 ]  |
| "Fulano in Sala"                                                                                              | Sérgio Rocha Zeca Brasileiro Adson Tapajós                                                             | Ao Vivo Em Copacabana: Músicas Extraídas do DVD | 3:42    | 2008 | [ 6 ]  |
| "GPS" | Carlinhos Brown                                                                                        | Negalora: Íntimo                                | 4:08    | 2012 | [ 1 ]  |
| "Horizonte"                                                                                                   | Tito                                                                                                   | Ao Vivo em Copacabana                           | 4:14    | 2008 | [ 5 ]  |
| "Incendeia"                                                                                                   | João Nabuco                                                                                            | Negalora: Íntimo                                | 3:35    | 2012 | [ 1 ]  |
| "Insolação do Coração"                                                                                        | Carlinhos Brown Michael Sullivan                                                                       | Ao Vivo em Copacabana                           | 3:40    | 2008 | [ 5 ]  |
| "Largadinho"                                                                                                  | Duller Fábio Alcântara Samir                                                                           | Axemusic - Ao Vivo                              | 3:34    | 2012 | [ 4 ]  |
| "Lazy Groove" •                                                                                               | Duller Fábio Alcântara Samir Alex-ci                                                                   | —                                               | 3:45    | 2013 | [ 8 ]  |
| "Lirirrixa"                                                                                                   | Sérgio Rocha Claudia Leitte Luciano Pinto                                                              | Ao Vivo Em Copacabana: Músicas Extraídas do DVD | 3:25    | 2008 | [ 6 ]  |
| "Locomotion Batucada"                                                                                         | João Nabuco Alice Autran                                                                               | Negalora: Íntimo                                | 2:50    | 2011 | [ 1 ]  |
| "Magalenha" · Citação instrumental: "Na Baixa do Sapateiro" / Citação poema: "Negalora" · part. Sérgio Mendes | Carlinhos Brown Ary Barroso João Nabuco                                                                | Negalora: Íntimo                                | 3:47    | 2012 | [ 1 ]  |
| "Matimba" | Claudia Leitte Luciano Pinto Fábio Alcântara Duller Samir                                              | Sette                                           | 3:43    | 2014 | [ 2 ]  |
| "Matimba Remix" part. Big Sean e MC Guimê                                                                     | Claudia Leitte Luciano Pinto Fábio Alcântara Duller Samir Big Sean MC Guimê                            | Sette                                           | 3:03    | 2014 | [ 2 ]  |
| "Me Chama de Amor"                                                                                            | Alexandre Peixe Beto Garrido                                                                           | Ao Vivo Em Copacabana: Músicas Extraídas do DVD | 3:49    | 2008 | [ 6 ]  |
| "Me Pega de Jeito" · part. Wanessa e Naldo Benny                                                              | Alvaro Socci                                                                                           | Axemusic - Ao Vivo                              | 3:41    | 2014 | [ 4 ]  |
| "Meu Menino Jesus"                                                                                            | Erasmo Carlos Roberto Carlos                                                                           | Natal em Família                                | 5:01    | 2013 | [ 9 ]  |
| "Meu Segredo"                                                                                                 | Claudia Leitte Sérgio Rocha                                                                            | Axemusic - Ao Vivo                              | 3:55    | 2014 | [ 4 ]  |
| "Moda Nova"                                                                                                   | Magno Sant'Anna Fabinho O'Brian Filipe Escanduras                                                      | Axemusic - Ao Vivo                              | 3:22    | 2014 | [ 4 ]  |
| "Natal Branco" · com Suricato                                                                                 | Irving Berlin Marino Pinto                                                                             | Natal em Família 2                              | 2:48    | 2014 | [ 10 ] |
| "Negou o Nagô"                                                                                                | Chiclete Mikael Mutti                                                                                  | As Máscaras                                     | 3:56    | 2010 | [ 3 ]  |
| "No Carnaval de Salvador"                                                                                     | Sérgio Rocha Zeca Brasileiro Adson Tapajós                                                             | Ao Vivo em Copacabana                           | 4:03    | 2008 | [ 5 ]  |
| "O Tempo Não Pára" · part. Tico Santa Cruz                                                                    | Cazuza Arnaldo Brandão                                                                                 | Negalora: Íntimo                                | 4:35    | 2012 | [ 1 ]  |
| "Paixão" | Kledir Ramil Pandorga                                                                                  | As Máscaras                                     | 3:54    | 2010 | [ 3 ]  |
| "Pancadão Frenético" part. Wesley Safadão                                                                     | Nilton Maya Marcelinho Black Bina Farofa                                                               | Axemusic - Ao Vivo                              | 3:00    | 2014 | [ 4 ]  |
| "Pássaros" | Mikael Mutti                                                                                           | Ao Vivo em Copacabana                           | 3:42    | 2008 | [ 5 ]  |
| "Pensando em Você"                                                                                            | Henrique Cerqueira                                                                                     | Ao Vivo em Copacabana                           | 5:20    | 2008 | [ 5 ]  |
| "Portuñol" part. Beto Perez                                                                                   | | Sette                                           | 3:55    | 2014 | [ 2 ]  |
| "Pra Todo Efeito" / "Amantes Cinzas" · part. Carlinhos Brown                                                  | Batatinha Lula Carvalho Carlinhos Brown Arnaldo Antunes                                                | Negalora: Íntimo                                | 3:08    | 2012 | [ 1 ]  |
| "Prece" | Tatau Eva Cavalcante                                                                                   | Axemusic - Ao Vivo                              | 3:06    | 2013 | [ 4 ]  |
| "Preto Funk" part. Os Hawaianos                                                                               | Claudia Leitte Luciano Pinto Yuri Hawaiano                                                             | —                                               | 2:47    | 2011 | [ 11 ] |
| "Preto, Se Você Me Der Amor"                                                                                  | Claudia Leitte Luciano Pinto                                                                           | —                                               | 2:57    | 2011 | [ 11 ] |
| "Quem é de Fé Balança"                                                                                        | Sérgio Rocha Zeca Brasileiro Adson Tapajós                                                             | Ao Vivo em Copacabana                           | 2:57    | 2008 | [ 5 ]  |
| "Quer Saber?" · part. Thiaguinho                                                                              | Henrique Cerqueira                                                                                     | Axemusic - Ao Vivo                              | 3:49    | 2013 | [ 4 ]  |
| "Rock Tribal"                                                                                                 | Alain Tavares Gilson Babilônia                                                                         | Ao Vivo em Copacabana                           | 2:47    | 2008 | [ 5 ]  |
| "Ruas Encantadas"                                                                                             | Chiclete Paulo Bass                                                                                    | As Máscaras                                     | 2:56    | 2010 | [ 3 ]  |
| "Salvador" | Edmar Filho Henrique Cerqueira Rafael Bernardo                                                         | Sette                                           | 3:16    | 2014 | [ 2 ]  |
| "Sambah" | João Nabuco                                                                                            | Negalora: Íntimo                                | 3:01    | 2012 | [ 1 ]  |
| "Seu Ar" | Tatau Xixinho                                                                                          | Axemusic - Ao Vivo                              | 3:57    | 2014 | [ 4 ]  |
| "Shiver Down My Spine"                                                                                        | Claudia Leitte Sam Romans                                                                              | —                                               | 3:17    | 2015 | [ 12 ] |
| "Shiver Down My Spine" part. J. Perry                                                                         | Claudia Leitte Sam Romans J. Perry                                                                     | —                                               | 3:40    | 2016 | [ 13 ] |
| "Signs" | Andrew Frampton Steve Kipner Mark Sheehan Danny O'Donoghue                                             | Sette                                           | 4:19    | 2015 | [ 2 ]  |
| "Sinais" • | Andrew Frampton Steve Kipner Mark Sheehan Danny O'Donoghue Claudia Leitte                              | Sette                                           | 4:19    | 2015 | [ 2 ]  |
| "Sincera" | Latino                                                                                                 | As Máscaras                                     | 3:25    | 2010 | [ 3 ]  |
| "Sorri, Sou Rei" · part. Max Viana                                                                            | Alexandre Carlo                                                                                        | Negalora: Íntimo                                | 4:31    | 2012 | [ 1 ]  |
| "Taquitá" | Claudia Leitte Tierry Coringa Samir Breno Casagrande                                                   | —                                               | 3:22    | 2016 | [ 14 ] |
| "Tarraxinha" Citação poema: "Mademoiselle (O La Ou Té Yé)" part. Luiz Caldas                                  | Duller Fábio Alcântara Samir J. P. Feury Luiz Caldas                                                   | Axemusic - Ao Vivo                              | 3:44    | 2013 | [ 4 ]  |
| "Te Ensinei Certin" com Ludmilla                                                                              | Jhama                                                                                                  | Sette                                           | 2:12    | 2014 | [ 2 ]  |
| "Telegrama"                                                                                                   | Zeca Baleiro                                                                                           | Negalora: Íntimo                                | 3:21    | 2012 | [ 1 ]  |
| "Trilhos Fortes"                                                                                              | Bruno Masi Adriano Paternostro Rodrigo Castanho Betão Aguiar                                           | As Máscaras                                     | 3:54    | 2010 | [ 3 ]  |
| "Turbina" | Kenno Galego Duarte Luciano Pinto Alan Moraes Nino Balla Durval Luz Carlos Pitanga                     | Axemusic - Ao Vivo                              | 2:53    | 2014 | [ 4 ]  |
| "Você Existe em Mim"                                                                                          | Carlinhos Brown Lester Mendez Josh Groban                                                              | Negalora: Íntimo                                | 5:02    | 2012 | [ 1 ]  |
| "Xô Pirua" | Roger Tom                                                                                              | As Máscaras                                     | 2:33    | 2010 | [ 3 ]  |

### Não lançadas
| Canção                   | Compositor(es)                                                       | Álbum                 | Ano  |
| ------------------------ | -------------------------------------------------------------------- | --------------------- | ---- |
| "Agonia"                 | Claudia Leitte Alan Moraes Durval Luz Nino Balla Luciano Pinto       | —                     | 2011 |
| "Dois"                   | Claudia Leitte Luciano Pinto                                         | —                     | 2012 |
| "Jururu"                 | Claudia Leitte Luciano Pinto                                         | —                     | 2013 |
| "O Passinho do Golaço"   | Claudia Leitte Luciano Pinto                                         | —                     | 2013 |
| "O Mar"                  | Claudia Leitte Emerson Leonardo                                      | —                     | 2013 |
| "O Sol"                  | Marcony Scaramussa Claudia Leitte                                    | —                     | 2012 |
| "Para Papai"             | Claudia Leitte Cristiane Teles Luciano Pinto                         | —                     | 2010 |
| "Pra Você Ficar"         | Ramon Cruz Claudia Leitte Luciano Pinto                              | —                     | 2012 |
| "Recado de Amor, Paixão" | Claudia Leitte Sérgio Rocha Zeca Brasileiro Adson Tapajós Durval Luz | O Diário de Claudinha | 2005 |
| "Rock and Go"            | Ramon Cruz Claudia Leitte Luciano Pinto                              | —                     | 2012 |